# أكرم أباد (ميانة)
أكرم‌ أباد هي قرية في مقاطعة ميانة، إيران. عدد سكان هذه القرية هو 334 في سنة 2006.